# Lubomír Brokl
Lubomír Brokl (* 27. října 1937, Polička) je český sociolog, politolog, vědec a vysokoškolský pedagog, redaktor odborných časopisů a editor Lidových novin, který spolupracoval v 60. letech 20. století na politologických výzkumech sociologických týmů Zdeňka Mlynáře a Pavla Machonina. Za „normalizace“ měl zakázánu akademickou činnost a nemohl oficiálně publikovat.

## Život

### Mládí a vzdělání
Lubomír Brokl se narodil v Poličce v předválečném Československu. Navštěvoval střední uměleckoprůmyslovou školu. Po maturitě se rozhodl pro studium filosofie a historie na Filosofické fakultě Univerzity Karlovy v Praze, kde absolvoval v roce 1961. Poté hned začal vyučovat na katedře dialektického a historického materialismu fakulty všeobecného lékařství Univerzity Karlovy a v roce 1966 se stal kandidátem věd.

## Kariéra

### 60. léta
Na začátku 60. let absolvoval na FF UK a mezi lety 1961 a 1968 pracoval na katedře dialektického a historického materialismu na fakultě všeobecného lékařství UK. Během této doby přispíval do společenských publikací, jako například Literárních novin neboli Literárních listů. Krátký čas (1968–1969) byl i členem redakční rady Sociologického časopisu. Během 60. let pracoval rovněž v týmu Zdeňka Mlynáře, který se zabýval politickými reformami a Brokl se věnoval konkrétně problematice politiky a mocenských rozdělení.

### 1968 – 1990
Roku 1968 nastoupil do Sociologického ústavu ČSAV, kde mu bylo i během „normalizace“ (Ústav pro filosofii a sociologii ČSAV) dovoleno pracovat. V roce 1969 přispěl kapitolou do publikace Československá společnost Pavla Machonina svým náhledem na nesouměrné dělení politické moci, rovněž přidal postřehy o sociálních rozdílech mezi členy KSČ s ohledem na dobu jejich vstupu do strany. V roce 1968 přestoupil do Výzkumného ústavu strojírenské technologie a ekonomie, kde jako odborný pracovník zůstal do roku 1990. Během období "normalizace" přispíval do samizdatu. K akademické činnosti mu byl umožněn návrat až po roce 1989.

### 90. léta – současnost
Lubomír Brokl se v roce 1990 vrátil na obnovený Sociologický ústav Akademie věd ČR (působil zde mezi lety 1990 a 2003 a od roku 1992 do roku 1997 zastával funkci zástupce ředitele). Roku 2000 se habilitoval na Fakultě sociálních věd UK v Praze a získal titul docenta. Profesuru pak získal na Vysoké škole ekonomické v Praze v roce 2006. Od roku 2005, kdy opustil Akademii věd ČR, je Brokl ve funkci vedoucího katedry sociologie na Univerzitě Hradec Králové. Lubomír Brokl přispěl rovněž do Knižní bibliografie české sociologie a podílel se i na rozšiřování české internetové sociologické encyklopedie.

## Dílo

### Knihy
- Poslanci prvního českého parlamentu (1992–96) (Sociologický ústav AV ČR, Praha 1996; spoluautoři A. Kroupa a Z. Mansfeldová)
- Reprezentace zájmů v politickém systému České republiky (Sociologické nakladatelství, Praha 1997; s kolektivem)
- Postoje československých občanů k demokracii v roce 1969 (Sociologický ústav AV ČR, Praha 1999; s kolektivem)
- Hledání občanské společnosti (NHÚ J. Hlávky, Praha 2002)[1]

### Studie
- Problém kultu osobnosti J. V. Stalina ze systémového hlediska (Filozofia 1965)
- Výzkum studentů medicíny Karlovy university 1962–1963 (Sociologický časopis 1966; spoluautor Z. Šafář)
- K problematice politického systému (Sociologický časopis 1967)
- Problémy přechodu československé společnosti od totalitarismu k pluralitní demokracii (Sociologický časopis 1990)
- Nacionalismus jako nezamýšlený důsledek demokratizace společnosti? (Sociologický časopis 1992)
- Mezi listopadem 1989 a demokracií – antinomie naší politiky (Sociologický časopis 1992)
- Vztah poslanců českého parlamentu k voličům jako problém vertikální odpovědnosti (Sociologický časopis 2001; spoluautorky Z. Mansfeldová a A. Seidlová)[1]

### Příspěvky ve sbornících
- Moc a sociální rozvrstvení (P. Machonin a kol.: Československá společnost. Epocha, Bratislava 1969)
- Der Übergang der tschechoslowakischen Gesellschaft vom totalitären Staat zur politischen Demokratie (Abbruch und Aufbruch. Akademie, Berlin 1992)
- Von der „unpolitischen“ zur „professionellen“ Politik. (Regimewechsel, Demokratisierung und politische Kultur in Ost-Mitteleuropa. Böhlau, Wien – Köln 1998)
- Czech and Slovak Political and Parliamentary Elites (J. Higley – J. Pakulski – W. Weselowski, eds.: Postcommunist Elites and Democracy in Eastern Europe. Mamillan, New York 1998; spoluautorka Z. Mansfeldová)
- Czech Political Parties and Cleavages after 1989 (K. Lawson – A. Römmele – G. Karasimeonov, eds.: Cleavages, Parties and Voters. Praeger, Westport 1999; spoluautoři Z. Mansfeldová a J. Blahož)[1]

### Rodina
Lubomír Brokl byl ženatý s českou historičkou Evou Broklovou (1939–2020).